# Rainbow Without Colours
Rainbow Without Colours (en vietnamita: Cầu vồng không sắc) es una película vietnamita estrenada en marzo de 2015. En agosto de ese mismo año, el filme fue proyectado en el Festival Internacional de Cine de Montreal. Fue dirigida, escrita y producida por Nguyễn Quang Tuyền, contando con la participación de Nguyễn Thanh Tú y Vũ Tuấn Việt en los roles principales.

## Argumento
Hoang (Nguyễn Thanh Tú) es un joven hombre mentalmente inestable que merodea por los alrededores de ciudad Ho Chi Minh. La particularidad de Hoang es que viste un vestido y un velo, rememorando la imagen de una novia, y los niños de la localidad se burlan de él llamándolo «loco hombre gay» y le arrojan objetos. Hoang es guiado por una misteriosa voz hacia dos tumbas, lugar donde se encuentra una desconsolada madre (Khanh Kim) llorando por la muerte de sus hijos; sin embargo, la mujer cree firmemente que uno de ellos está vivo y le ruega al hijo fallecido que le ayudase a encontrar a su hermano. Al oír la voz de Hoang, la mujer se apresura a buscarle llamando su nombre, pero Hoang evita ser visto y se acerca a las tumbas una vez que la mujer se ha ido. Allí saluda a la fotografía de una de las tumbas —quien no es nadie más que él mismo—, pero tras ver la otra, Hoang comienza a gritar y llorar. 
La película luego se remonta varios años atrás, donde se muestra que Hoang y su hermano Hung (Vu Tuan Viet) han sido inseparables desde niños, luego de que este fuera adoptado por la familia de Hoang. Con el correr de los años, el afecto fraternal de ambos jóvenes evoluciona a un cálido y profundo amor. La vida de ambos toma un giro drástico luego de que su relación es descubierta por su homofóbica madre, quien se niega a aceptarlo e intenta evitar que su hijo siga un estilo de vida homosexual, culpando a Hung por ello. Sin embargo, su ciego amor maternal lleva a la muerte de Hung y a la desaparición de Hoang, quien ha enloquecido tras ver morir a Hung.

## Reparto
- Nguyễn Thanh Tú como Huynh Anh Hoang
- Vũ Tuấn Việt como Phan Trong Hung
- Khanh Kim como Mrs. Huynh
- Tung Yuki como Mr. Huynh
- Viet My como Huynh Lan
- Nsut Le Thien como Abuela
- Nsut Thanh Dien como Abuelo
- Nguyen Hoang como Hoang (joven)
- Nguyen Minh Thien Khoi como Hung (joven)

## Producción
El director del filme, Nguyen Quang Tuyen, recibió inspiración para el guion luego de ver un documental sobre homosexuales en Vietnam Television. Nguyen comentó que le «tomó toda la noche terminar el borrador del guion puesto que estaba emocionado». Sin embargo, el proyecto se prolongaría durante un año puesto que Nguyen se propuso a comprender más sobre temas LGBT para así poder desarrollar aún más el borrador. Tras esto, tomó otro año intercambiar ideas sobre el guion antes de finalmente decidir hacer la película. La filmación tuvo lugar en la ciudad Ho Chi Minh durante un período de cuarenta días.
El casting para los roles de Hoang y Hung fue uno difícil y se extendió durante cuatro meses, puesto que muchos actores se negaron a actuar en la película por temor a que su reputación fuera destruida por la homosexualidad de los personajes.

### Recepción
La película recibió buenas críticas tanto de la prensa como de la audiencia, y fue seleccionada de entre 2.000 películas de todo el mundo para ser proyectada en la edición número 39 del Festival Internacional de Cine de Montreal. El filme también fue uno de los dieciocho candidatos seleccionados para competir en el First Films World Competition.
En el momento de su estreno en Vietnam en marzo de 2015, recibió atención especial de la prensa y el público, con miles de comentarios de usuarios en redes sociales como Facebook. Fue descrita como la única película vietnamita que "hizo llorar a la audiencia".

## Premios
| Año  | Premio                       | Categoría              | Recipiente              | Resultado |
| ---- | ---------------------------- | ---------------------- | ----------------------- | --------- |
| 2016 | Vietnamese Golden Kite Award | Mejor película         | Rainbow Without Colours | Ganadora  |
| 2016 | Vietnamese Golden Kite Award | Mejor actor            | Nguyễn Thanh Tú         | Ganador   |
| 2016 | Vietnamese Golden Kite Award | Mejor efecto de sonido | Tran Manh Hoang         | Ganador   |